# Emil Tscheulin
Emil Wilhelm Tscheulin (* 26. Dezember 1884 in Teningen; † 17. Oktober 1951 ebenda) war ein deutscher Industrieller, Pionier der Aluminiumindustrie und NS-Wehrwirtschaftsführer.

## Leben

### Ausbildung und Betriebsleiter
Emil Tscheulin war Sohn eines Formers in einer Eisengießerei und Maschinenfabrik. Nach dem Besuch der Volksschule von 1891 bis 1899 wurde er als Lehrling in diesem Betrieb eingestellt. Dort erhielt er eine Ausbildung als Maschinenbauer. Nachdem man seine technischen Fähigkeiten erkannt und gefördert hatte, erhielt er zusätzlich eine kaufmännische Schulung. Tscheulin leistete nach der Ausbildung Militärdienst und wurde danach als 22-Jähriger Betriebsleiter des Unternehmens, in dem er gelernt hatte.
Nachdem die Maschinenfabrik die Lizenz zur Produktion von Blattaluminium vom Schweizer Aluminium-Industriellen Heinrich Alfred Gautschi erworben hatte, gründete sie 1910 gemeinsam mit dem Ludwigshafener Eisengroßhändler Wolf Netter & Sohn eine Aluminium GmbH und betraute Tscheulin mit der technischen Leitung. In einer Anlaufphase wurde das Herstellungsverfahren der Alufolie technisch verbessert. Bereits im Januar 1911 konnten die ersten Folien ausgeliefert werden.

### Gründer
Die Aluminium GmbH wurde 1912 mit der Dr. Lauber, Neher & Cie. in Emmishofen und der Dr. Lauber, Neher Co. GmbH Singen zur Aluminium-Walzwerk AG (AWAG) mit Sitz in Schaffhausen unter der Leitung des Schweizers Robert Victor Neher fusioniert. Neher hatte bereits 1910 ein Patent zur Herstellung von endlosen Aluminiumfolienbändern entwickelt und produzierte nach diesem Verfahren seit 1912 auch am deutschen Standort Singen. Seine Produktionsweise war dem von Tscheulin angewandten Buchwalzverfahren technologisch weit überlegen. Da Tscheulin im neu formierten Unternehmen seinen Einfluss verloren hatte, gründete er 1913 mit seinem Schwager Wilhelm Ingold in Teningen ein eigenes Unternehmen mit der Bezeichnung Aluminium-Folien-Fabrik GmbH, in der er weiterhin nach dem Buchwalzverfahren Folie herstellte.
Während des Ersten Weltkrieges war die Produktion in diesem Betrieb stark eingeschränkt, zeitweise wurde anstelle von Aluminium Zink zu Folie verarbeitet. Für kurze Zeit waren Tscheulin und Ingold auch als Soldaten zur Armee eingezogen worden.
1919 gründeten Emil Tscheulin, Wilhelm Ingold und die Eigentümer der Karlsruher Eisenwarenhandlung L. J. Ettlinger, Martin Elsas und Leopold Neumann, die Breisgau-Walzwerk GmbH, Teningen. Mit diesem Neuanfang war auch vom Paket- oder Buchwalzverfahren auf das Bandwalzverfahren umgestellt worden. 1926 erwarb die AWAG in Schaffhausen, zu der auch das Aluminiumwerk in Singen gehörte, die Anteile der L. J. Ettlinger am Breisgau-Walzwerk und die Singener Aluwerke unter der Leitung von Hans Constantin Paulssen übernahmen die Betriebsleitung. Tscheulin und Ingold schieden nach kurzer Zugehörigkeit aus dem umgebildeten Unternehmen aus und richteten in Deißlingen, damals Württemberg, ein neues Werk ein, da sie sich vertraglich verpflichtet hatten, sich für drei Jahre nicht mehr in Baden anzusiedeln. In dieser Zeit war Tscheulin auch in den USA und in Kanada, wo er nicht nur den technologischen Stand der nordamerikanischen Aluminiumindustrie studierte, sondern auch Geschäftskontakte knüpfte, die in den 30er Jahren und auch beim Neuaufbau nach dem Zweiten Weltkrieg von großer Bedeutung für seinen Betrieb waren. Die Zeit zwischen 1926 und 1929 wurde dazu genutzt, in Teningen ein völlig neues Werk zu bauen.

### Neuanfang 1929
1929 wurden die neuen Werkshallen in Teningen bezogen, in denen eine Schmelzerei sowie ein Bandwalzwerk eingerichtet waren. Gleichzeitig wurde zur Verwertung der Aluminiumabfälle eine Aluminiumpulver GmbH gegründet. Die Pulverfabrik wurde 1934 wieder verkauft. 1937 nahm Tscheulin die Produktion von Aluminium-Tuben auf, ab 1938 wurden plissierte Flaschenkapseln für Sekt- und Weinflaschen hergestellt. Die Hauptprodukte waren jedoch Alufolien zur Herstellung von Kondensatoren und für Verpackungen. Um letztere zu veredeln, wurden die Folien kaschiert, gefärbt und bedruckt. Dabei entstanden auch Sammelbilder aus bunter Aluminiumfolie, die Zigarettenpackungen beigelegt wurden. Tscheulin produzierte die Zigaretten in einer damals eigens von ihm gegründeten Zigarettenfabrik. Die Bilder konnten in ein Sammelalbum mit dem Titel „Deutsche Märchen in Wort und Bild“ eingeklebt werden, das von Tscheulin herausgegeben worden war. Eine Kuriosität war auch die Herstellung von Notgeld während der Inflation 1923, bei dem anstelle von Papier Aluminiumfolie bedruckt wurde. Neben den Aluminium-Walzwerken Singen war Tscheulin der einzige Produzent derartiger Geldscheine.
Von 1930 bis zum Kriegsbeginn wirkte Tscheulin unermüdlich auf die industrielle Entwicklung im Breisgau hin. So übernahm er 1931 die Hälfte des Kapitals der Maschinenfabrik, in der er gelernt hatte und rettete sie damit vor der Insolvenz. 1932 verlegte unter Vermittlung Tscheulins eine Frankfurter Kondensatorenfabrik ihren Firmensitz nach Teningen, weil hier für die Herstellung von Aluminium-Elektrolyt-Kondensatoren wegen der geringen Transportkosten für die Alufolie und der technologischen Zusammenarbeit erhebliche Kostenvorteile erzielt werden konnten. Im Juni 1933 stelle Tscheulin einen Antrag zum Bau eines Rohaluminiumwerkes beim Reichswirtschaftsministerium. Die Ansiedlung von Betrieben, die für die Rüstung von Bedeutung waren, wurde von Berlin bereits 1933 nicht mehr erlaubt, wenn diese in Grenznähe lagen. Der Antrag von Tscheulin, der eine Million RM investieren wollte, wurde nicht genehmigt.

### Industrieller von 1939 bis 1945
Von 1939 bis 1945 durften Aluminiumfolien nur noch für kriegswichtige Zwecke hergestellt werden. Emil Tscheulin bekam reichlich Aufträge und produzierte während des Krieges 60 Prozent der Kondensatorenfolien des Reiches. Dies war nur deshalb möglich, weil sein Unternehmen Zwangsarbeiter aus verschiedenen Staaten beschäftigte. So arbeiteten im Aluminiumwerk neben 99 Franzosen (darunter 42 Elsässer) auch 62 Weißrussen und 30 Ukrainer sowie Angehörige weiterer Nationen. Tscheulin unterhielt auch ein Lager, in dem die Zwangsarbeiter untergebracht waren. 1944 waren unter den ca. 800 Beschäftigten von Tscheulin 375 Zwangsarbeiter. Vergleicht man den Anteil von Zwangsarbeitern im Aluminiumwerk mit dem anderer Betrieben, etwa mit der Rüstungsschmiede Daimler-Benz in Mannheim, der 1944 bei 31,2 % lag, wird deutlich, dass das Aluminiumwerk in erheblichen Umfang Zwangsarbeiter für seinen Betrieb angefordert hatte.
Weil ausschließlich für deutsche Beschäftigte, insbesondere für Frauen, Schutzbestimmungen etwa bezüglich der wöchentlichen Arbeitszeit sowie der Nachtarbeit bestanden, wurden die Firmen von den Arbeitsämtern aufgefordert, für die Nachtschichten Ostarbeiterinnen einzusetzen. Üblicherweise wurde den Firmen erlaubt, die Zwangsarbeiterinnen mit 62,75 Stunden die Woche zu beschäftigen. Tscheulin beantragte, seine Ostarbeiterinnen 72 Stunden in der Produktion einsetzen zu dürfen. Der Antrag wurde bewilligt.
Von 1945 bis 1948 war das Werk stillgelegt. Die Produktionsanlagen wurden demontiert und die Betriebsgebäude weitgehend in eine französische Kaserne umgenutzt.
1949 konnte Tscheulin die ersten Tuben aus Aluminium ausliefern, 1950 gingen die ersten Walzstraßen in Betrieb. 1951 nahmen wenige Wochen vor dem Tod von Emil Tscheulin eine neue Schmelzerei sowie ein Block- und Bandwalzwerk ihre Arbeit auf.
Das von Tscheulin gegründete Werk produziert noch heute bedruckte Folien, gehörte bis 2010 zum kanadischen Aluminiumhersteller Rio Tinto Alcan (RTA) und wurde zwischenzeitlich vom australischen Verpackungsspezialisten Amcor Flexibles übernommen.

### Politische Tätigkeit
Emil Tscheulin gehörte zu den frühen und einflussreichsten Förderern des Nationalsozialismus in Baden, setzte sich seit 1930 für die NSDAP ein, in die er selbst aber erst 1932 als Mitglied beitrat. Er unterstützte die badische NSDAP mit namhaften Geldbeträgen. 1932 wurde er auch Leiter der Fachgruppe Leichtmetallwaren in der Industrie- und Handelskammer (IHK) Freiburg. Neben Wilhelm Keppler in Eberbach, Eduard Max Hofweber von der Heinrich Lanz AG und Fritz Reuther von Bopp & Reuther, beide in Mannheim, war er einer der wenigen Industriellen in Baden, die sich vor 1933 öffentlich zum Nationalsozialismus bekannten.

### Tscheulins Rolle beim Aufbau der NSDAP in Teningen
Tscheulin war die treibende Kraft beim Aufbau der NSDAP-Ortsgruppe Teningen. Über seine Förderung des Nationalsozialismus in Teningen wurde ab 1938 im Amtsblatt der Gemeinde ausführlich berichtet, weshalb das Wirken Tscheulins besonders gut dokumentiert ist. So warb er 1930 den in seinem Unternehmen beschäftigten Werkmeister Wilhelm Heß für die NSDAP, nachdem dieser sich bereits ein Jahr zuvor in einer Regionalzeitung für Tscheulin und gegen den sozialdemokratischen Gemeinderat Fritz Schieler starkgemacht hatte. Tscheulin schlug seinen Werkmeister als NSDAP-Ortsgruppenleiter der neu zu gründenden Ortsgruppe vor. Im gleichen Jahr gründete der Werkmeister auch die SA Emmendingen, in der er als Sturmbannführer der SA Karriere machte.
Ausdruck von Tscheulins Förderung der NSDAP-Ortsgruppe war die Tatsache, dass von den ersten 67 Parteigenossen im Ort 42 im Aluminiumwerk beschäftigt waren. Auch trug Tscheulin die Kosten der Parteiarbeit, gewährte dem bei ihm angestellten Ortsgruppenleiter bezahlten Urlaub für sein Engagement für die NSDAP und verpflichtete sich diesem gegenüber 1932, für alle Kosten aufzukommen, die bei Saalschlachten der Sturmabteilung entstehen sollten, allerdings unter der Bedingung, dass die Teninger SA Sieger bleibe.
Im Amtsblatt der Gemeinde wurde rückblickend berichtet, dass das Tscheulinwerk schon im Frühjahr 1932 eine „nationalsozialistische Hochburg“ war und „im wahrsten Sinne des Wortes eine Festung, aus welcher die SA ihre Ausfälle machte“. Im Aluminiumwerk wurden „die Waffen der SA untergebracht, die Akten sichergestellt und keine Polizei getraute sich dem Werk etwas anzuhaben“. Weiter wurden im Aluminiumwerk Spitzen für die Sturmfahnen gefertigt und Totschläger aus Aluminium gegossen. Emil Tscheulin hat selbst Schusswaffen beschafft, die er an Parteigenossen weitergab, obwohl der SA wie der SS der Besitz von Schusswaffen streng verboten war. Auch hat er persönlich auf Seiten der SA in deren Schlägereien mit sozialdemokratischen Aktivisten des Reichsbanners eingegriffen.

### NSBO
Eine wesentliche Rolle beim Aufbau nationalsozialistischer Strukturen in Teningen spielte die Gründung von Nationalsozialistischen Betriebszellenorganisationen NSBO. Diese Aktion war in Teningen besonders erfolgreich, was dadurch belegt wird, dass bis Februar 1932, also ein Jahr vor Hitlers „Machtergreifung“, 650 NSBO-Mitglieder geworben werden konnten. Im Betrieb von Emil Tscheulin waren schon Ende 1931 mit wenigen Ausnahmen alle Betriebsangehörigen Mitglieder der NSBO.
Mit den NSBO versuchten die Nationalsozialisten ab 1931, den Einfluss von Gewerkschaften und Sozialdemokraten in den Betrieben auszuschalten, ein Ziel, das Tscheulin in seinem Werk erfolgreich durchsetzte. Im Amtsblatt der Gemeinde war darüber im August 1939 rückblickend zu lesen, dass in Teningen 1932 die „verhältnismäßig größte Betriebszellenorganisation im Gau Baden“ bestand.

### NSDAP-Prominenz zu Besuch
Kennzeichnend für die enge und frühe Verbindung zwischen Tscheulin und der NSDAP ist auch die NSDAP-Parteiprominenz, die teilweise schon vor 1933 in der Kantine des Aluminiumwerks in Teningen empfangen wurde:
- Ernst Röhm, der Oberste SA-Führer.
- Robert Wagner, Gauleiter von Baden.
- Walter Köhler, SA-Führer und Ministerpräsident von Baden 1933 bis 1945.
- Karl Pflaumer, Badischer Innenminister 1933 bis 1945 und SS-Brigadeführer.
- Hanns Elard Ludin, Führer des SA-Gau-Sturms Baden.
- Josef Wasmer, Führer der SA-Brigade 54.
- Dietrich von Jagow, SA-Obergruppenführer.

### Präsident der IHK Freiburg
Nach der „Machtergreifung“ der NSDAP wurde Tscheulin Präsident der Industrie- und Handelskammer (IHK) Freiburg, die jedoch nicht mehr selbständig, sondern dem Führerprinzip entsprechend der IHK Baden unterstellt war. Dieses Amt hatte er bis 1945 inne. Von 1940 bis 1943 war er auch Präsident der IHK Mülhausen und Kolmar, die nach der Annexion des Elsass gleichgeschaltet worden waren. Unter den Wirtschaftsführern Badens hatte Tscheulin mit die besten Kontakte zum NSDAP-Gauleiter Robert Wagner, der ab 1940 auch Chef der Zivilverwaltung im wiederangegliederten Elsass war.
Als Präsident der IHK hatte Tscheulin auch die Kontakte zwischen Industrie und Wissenschaft, hier besonders zur Universität Freiburg, zu unterhalten. Dabei hat die IHK auf seine Initiative hin zur Unterstützung des Chemikers und späteren Nobelpreisträgers Hermann Staudinger 1939 eine Arbeitsgemeinschaft für Celluloseforschung gegründet, die von Staudinger geleitet wurde und die diesem die Möglichkeit bot, an der Universität eine Forschungsabteilung für makromolekulare Chemie zu etablieren. Staudinger, gegen den 1933 unter anderem wegen kritischer Äußerungen im Zusammenhang mit dem Ersten Weltkrieg ein Untersuchungsverfahren der Gestapo mit dem Ziel seiner Vertreibung von der Universität eingeleitet worden war, hatte eine gleichgerichtete Initiative beim Reichserziehungsminister Bernhard Rust eingereicht, die von diesem im Jahr 1938 abgelehnt worden war.
In anderen Fällen schreckte Tscheulin aber auch nicht davor zurück, ihm nicht genehme Persönlichkeiten anzugreifen und ihnen seine Unterstützung zu entziehen, ohne dass hierzu finanzielle oder fachliche Gründe vorlagen. Tscheulin hatte eine Abneigung gegen den dem Widerstand verbundenen Ökonomen Adolf Lampe, der zusammen mit Walter Eucken das „Oberbadische Wirtschaftsinstitut“ betrieb, das bis dahin eng mit der IHK zusammenarbeitete und auch vom Reichswirtschaftsministerium gefördert wurde. Tscheulin verweigerte dem Institut seine Unterstützung und dieses blieb nur erhalten, weil es von der Universität übernommen wurde.
Tscheulin kam als Präsident der IHK auch bei der „Arisierung“ jüdischer Unternehmen eine nicht zu unterschätzende Rolle zu. Die Industrie- und Handelskammern hatten bei den entsprechenden „Verfahren“ Gutachten zur Umsetzung der „Arisierung“ abzugeben und den Kaufvertrag sowie den Kaufpreis zu genehmigen. Tscheulin hatte dabei offenbar erheblichen Entscheidungsspielraum und nutzte diesen noch 1942 im Falle von Hans Mez, einem Freiburger Hersteller von Nähseide, dem vorgehalten wurde, er sei „Halbjude“. Tscheulin setzte sich gegen verschiedene Parteikreise für Mez ein, hatte dabei allerdings keinen Erfolg.
Im Verfahren gegen das Metallwerk Oscar Weil G.m.b.H in Lahr dagegen kam er, möglicherweise aus privaten Interessen, zu einer anderen Entscheidung. Der heute noch bestehende Betrieb hatte damals 150 Mitarbeiter und war in Europa Marktführer bei Stahl- und Aluminiumwolle und ist unter anderem durch die Marke  abrazo  bekannt. Das Unternehmen hatte erhebliche rüstungs- und devisenpolitische Bedeutung. Da der jüdische Firmenchef Hugo Weil 1938 bei der Reichskanzlei einen Ausnahmeantrag gegen die drohende „Arisierung“ stellte, mit der Begründung, dass wegen seiner Auslandskontakte nicht auf seine Mitarbeit verzichtet werden könne, musste Tscheulin sein Gutachten abgeben. Tscheulin sprach sich gegen das Anliegen Weils aus und das Reichsinnenministerium lehnte dessen Ausnahmeantrag ab. Auch der Versuch, die Betriebsleitung an den künftigen „nicht-jüdischen“ Schwiegersohn Weils zu übertragen, scheiterte und das Unternehmen wechselte am 1. Dezember 1939 den Besitzer. Neuer Firmeninhaber wurde der Direktor des Aluminiumwerks Tscheulin, Clemens Kentrup, Günstling des Gauleiters Robert Wagner und dessen Gauwirtschaftsberater von 1933 bis 1945. Kentrup war Tscheulins Schwiegersohn und wurde wahrscheinlich von Tscheulin bei der Übernahme von Weils Unternehmen finanziell unterstützt.
Bereits 1938 wurde Tscheulin zum Wehrwirtschaftsführer ernannt, also zu einem Zeitpunkt, zu dem ausschließlich verdiente Parteigenossen diesen Titel bekamen, der während des Krieges auch an parteiferne Industrieführern verliehen wurde.
Wegen seiner aktiven Tätigkeit für das NS-Regime wurde Tscheulin zu 40 Monaten Internierungshaft und einer Geldstrafe von 5.000 Mark verurteilt; er verbüßte die Haft von 1945 bis 1947. Auch sein Schwager Wilhelm Ingold verbüßte eine mehrjährige Haftstrafe.
Trotz seiner Linientreue kritisierte Tscheulin auch organisatorische Missstände, die sich durch Rivalitäten zwischen verschiedenen Parteigliederungen ergaben: „Das Nebeneinander, Übereinander und Durcheinander der verschiedenen Organisationsformen hat zum Teil solche Verwirrung hervorgerufen, dass selbst mit dem besten Willen ausgerüstete und klardenkende Menschen sich nicht mehr zurechtfinden können“.

## Ehrungen

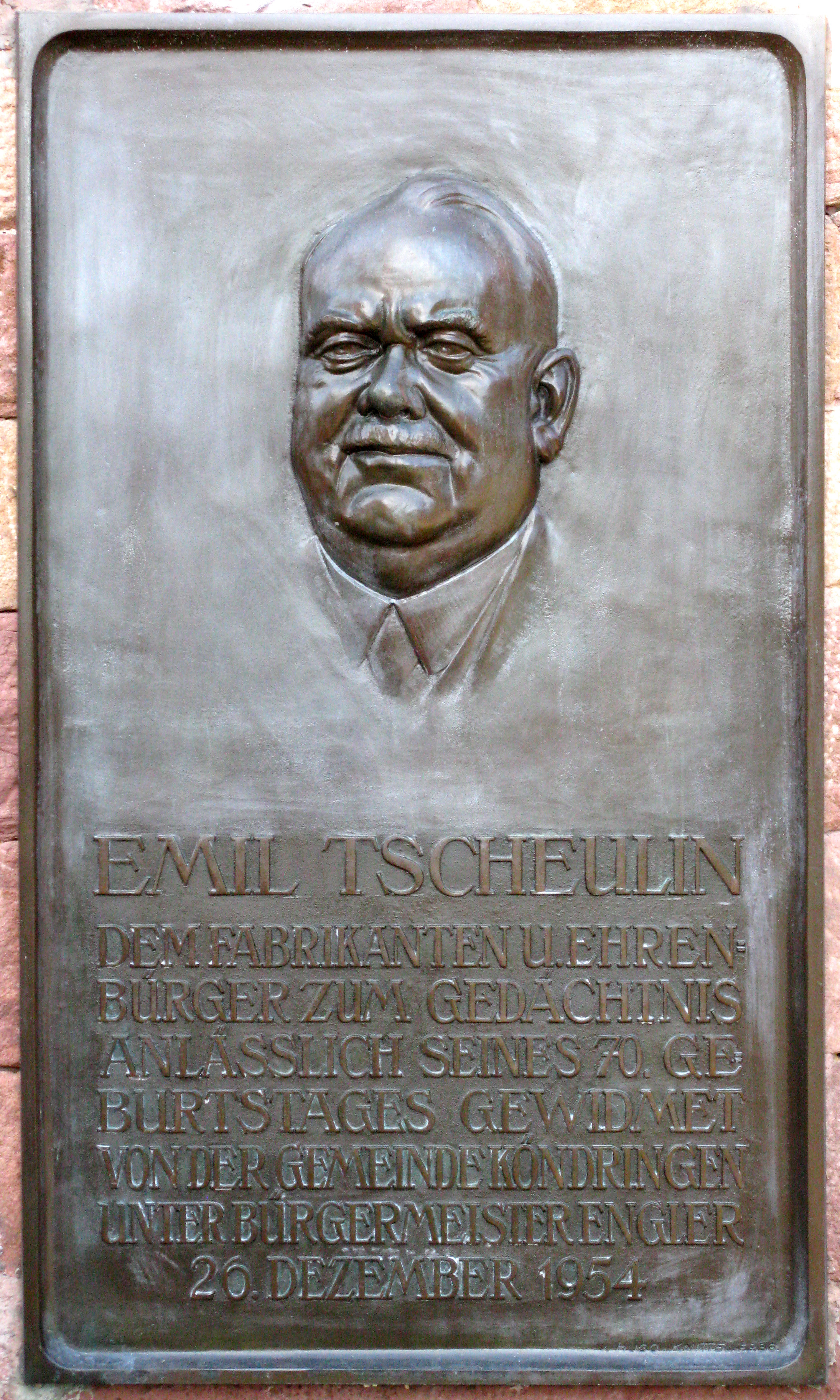
Gedenktafel an der evangelischen Kirche in Köndringen

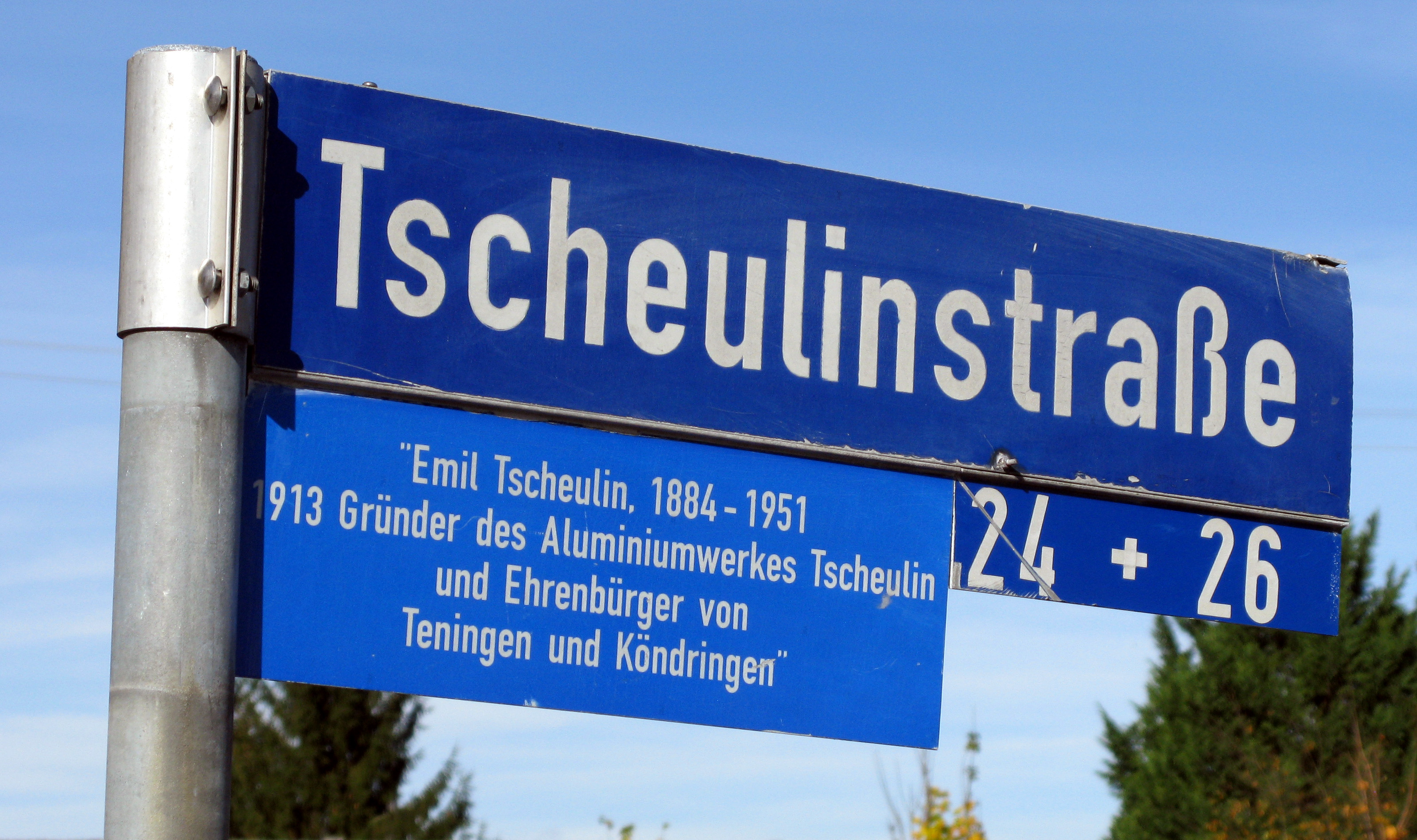
Straßenschild in Köndringen

- Emil Tscheulin war Ehrenbürger der Gemeinde Teningen. Die Ehrenbürgerschaft wurde ihm nach 1945 wegen seiner nationalsozialistischen Vergangenheit aberkannt.[29]
- 1954 wurde er vom Gemeinderat der damals selbständigen Gemeinde Köndringen zum Ehrenbürger ernannt.[30]
- An der evangelischen Kirche Köndringen wurde 1954 von der Gemeinde Köndringen eine Gedenktafel zu seinen Ehren angebracht.
- In Teningen ist eine Straße nach Emil Tscheulin benannt. ▼ Auch in anderen Orten Badens trugen Straßen Tscheulins Namen. Allerdings hatten diese Benennungen dort keinen Bestand, so in der Stadt Kenzingen, wo die Emil-Tscheulin-Straße nach 1945 in Offenburger Straße umbenannt worden ist.
- Tscheulin war Ehrensenator der Universität Freiburg. Im Oktober 2017 distanzierte sich die Universität Freiburg durch einen Senatsbeschluss von der Ernennung Tscheulins zum Ehrensenator.[31]

## Initiative zur Aufklärung über Emil Tscheulin

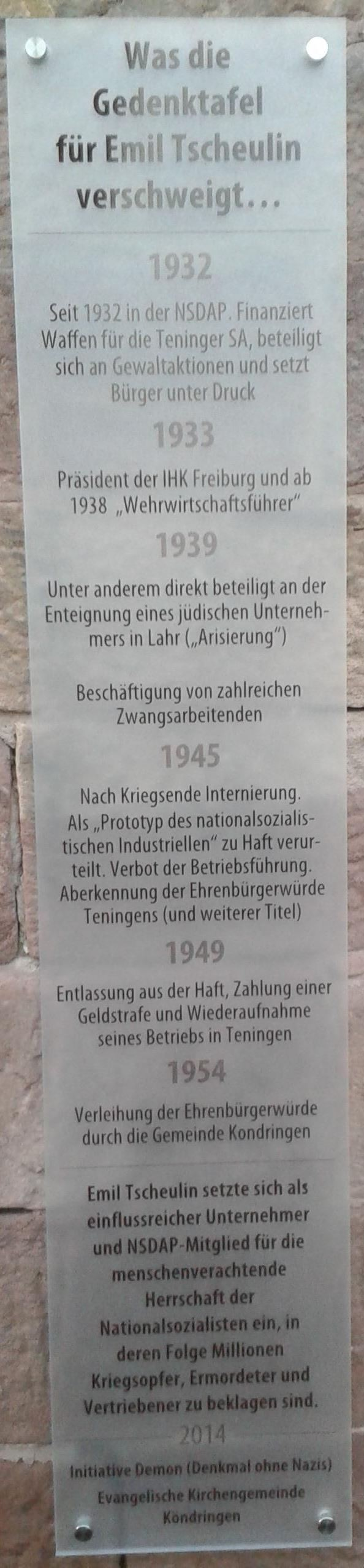
Ergänzungstafel zur Gedenktafel an der evangelischen Kirche in Köndringen

Im Oktober 2011 wandten sich einige Bürger der Gemeinde Teningen mit einem Brief an Bürgermeister Heinz-Rudolf Hagenacker und den evangelischen Pfarrer von Köndringen, Andreas Bordne, in dem sie eine gründliche Aufklärung über die nationalsozialistische Vergangenheit von Emil Tscheulin forderten. Über die Reaktionen der Kirchengemeinde und der politischen Gemeinde berichtete unter anderem der regionale Rundfunksender Radio Dreyeckland am 18. November 2011 in einem Interview mit den Initiatoren.
In einer Reaktion der Gemeinde wurde zugesichert, Historiker mit dem Fall zu beauftragen oder eine Seminararbeit an der Universität zu vergeben.
Allerdings hat der Gemeinderat Teningen Ende Juli 2012 eine Beteiligung der Gemeinde an der historischen Aufarbeitung durch Wissenschaftler der Universität Freiburg abgelehnt.
Dagegen wurde bekannt, dass Hans-Georg Otten-Tscheulin, ein Enkel von Emil Tscheulin, eine wissenschaftlich präzise Studie in Auftrag gegeben hat, in der das Wirken Tscheulins untersucht und dokumentiert werden soll. Otten-Tscheulin hat dabei darauf verwiesen, dass diese von ihm privat finanzierte Expertise keiner Veröffentlichungspflicht unterliege, jedoch in Aussicht gestellt, dass diese nach Fertigstellung eingesehen werden kann.
Um die Aufklärung über die Umstände der Ehrungen für Emil Tscheulin zu vertiefen, lud die Initiative DEMON „Denk mal ohne Nazis“ im März 2013 zu einer öffentlichen Veranstaltung in Teningen ein. Teilnehmer der Podiumsdiskussion waren die Historiker Norbert Ohler und Wolfram Wette sowie Günter Stein vom Veranstalter. Über die Veranstaltung berichtete unter anderem Radio Dreyeckland und die örtliche Presse.
Am 1. Februar 2015 wurde neben der Ehrentafel an der evangelischen Kirche eine Ergänzung angebracht, mit der über die nationalsozialistische Vergangenheit von Emil Tscheulin informiert wird. Die Bürgerinitiative DEMON fordert weiterhin, ein Porträt von Tscheulin im Eingangsraum des Teninger Rathauses zu entfernen und die Tscheulinstraße in Teningen umzubenennen. Das Porträt im Rathauseingang wurde 2017 wegen Umbauarbeiten abgehängt.